# Авангардный метал
Аванга́рд-ме́тал (англ. avant-garde metal) или экспериментальный метал — одно из направлений метала, вобравшее в себя элементы прогрессивного метала, экстремального метала, дэт-метала и  других поджанров метала. Отличается большим количеством музыкальных экспериментов со звуками, инструментами и структурой песен.

## Группы, играющие авангардный метал
- Avatar[1]
- Agalloch[2]
- Age of Silence[3]
- Arcturus[4]
- Beyond Dawn[5]
- Celtic Frost[6]
- Code[7]
- Devilish Impressions[8]
- Dir en Grey[9]
- Disharmonic Orchestra[10]
- Dødheimsgard[11]
- Dog Fashion Disco[4]
- Dr. Zilog (8-Bit Experimental Death Metal) [12]
- Kayo Dot[13]
- Maudlin of the Well[14]
- Meshuggah[15]
- Mr. Bungle[4]
- Pinkly Smooth[4]
- Pan.Thy.Monium[16]
- Peccatum[4]
- Portal[17]
- Shining (Норвегия)[18]
- Sleepytime Gorilla Museum[19]
- Solefald[20]
- Terra Tenebrosa[21][22]
- Ulver[23]
- Ved Buens Ende[24]
- Vintersorg[4]
- Virus[25]
- Vulture Industries[26]
- Waltari[27]